# Evelyn Weiss
Evelyn Weiss, später Weiss-Ott (* 1938 in Rom; † 12. November 2007 in Bonn-Bad Godesberg) war eine deutsche Kunsthistorikerin.

## Leben
Die Tochter einer ungarischen Mutter und eines englischen Vaters studierte in Bonn und Wien Kunstgeschichte. 1964 wurde sie mit der Dissertation Der Freskenzyklus der Johanneskapelle in Pürgg in Bonn zum Dr. phil. promoviert. Sie war über viele Jahre Vertraute des Kunst-Mäzenenpaars Peter und Irene Ludwig und somit sowohl am Aufbau ihrer international bedeutenden Pop Art Sammlung, als auch an der außerhalb Russlands einzigartigen Sammlung russischer Avantgarde wesentlich beteiligt. Bei der Documenta 6 war sie 1977 – zusammen mit Klaus Honnef – Kuratorin der Abteilungen Malerei und Fotografie. Mit ihrem Rückblick auf 150 Jahre Fotogeschichte lenkten sie das Interesse auf die künstlerische Gestaltungskraft des Mediums. Von 1983 bis 2003 war sie stellvertretende Leiterin des Museums Ludwig und hierdurch maßgeblich an dessen Aufbau und Gestaltung verantwortlich.
Evelyn Weiss war unter anderem im Vorstand des Deutschen Nationalkomitees des International Council of Museums und lange Zeit Vizepräsidentin des internationalen Kunstkritikerverbandes. Des Weiteren war sie mehrmalige Kommissarin der Biennale von São Paulo und verhalf zahlreichen Künstlern wie beispielsweise Klaus Rinke, Sigmar Polke, Hanne Darboven oder Georg Baselitz zu internationaler Geltung.
Ferner befasste sich Evelyn Weiss mit Museumspädagogik und engagierte sich vor allem für die Vermittlungsarbeit in den Zielgruppen der bildungsfernen Herkunft. Durch ihren Mann, den Bonner Chirurgen Gerhard Ott, war sie mit dem Thema „Heilung durch Kunst“ besonders vertraut und unterstützte Ansätze für sonderpädagogische Projekte und andere Vermittlungsstrategien.
Sie trug auch zu der Fernsehserie 1000 Meisterwerke bei: Sie verfasste Beiträge zu Gemälden von Ernst Ludwig Kirchner, Edvard Munch, Wolf Vostell, Andy Warhol. Diese Texte wurden auch in den Begleitbüchern der Serie abgedruckt, werden sporadisch auf 3sat, ZDFkultur und Planet wiederholt und sind heute auf den DVD-Veröffentlichungen verfügbar (siehe 1000 Meisterwerke#Literatur).

## Veröffentlichungen (Auswahl)
- mit Gerhard H. Ott und Walter Smerling: Der andere Blick – Heilungswirkung der Kunst heute. DuMont, Bonn 1986, ISBN 978-3-7701-1963-9.
- Kasimir Malewitsch : Werk und Wirkung. DuMont, Köln 1995, ISBN 3-7701-3707-8
- mit Dieter Ronte und Walter Smerling: China. Zeitgenössische Malerei. DuMont, Ostfildern 1999, ISBN 978-3-7701-3813-5
- mit Werner Krüger et al.: Bernard Schultze – Welt im Farbrausch. Kiblitsky, Köln 2002, ISBN 978-3-935298-34-6